# 永塚健登
永塚 健登（ながつか けんと）は、日本のソングライター、編曲家。ハイキックエンタテインメント所属。東京音楽大学卒業。

## 経歴
高校からバンドを始め、東京音楽大学（エレクトリックベース専攻）へ進学する。
2014年、バンドの終了とともに、元から志していた作家活動を開始。キャッチーであることに重点を置いた作曲活動をしている。
趣味のアニメやアメリカ文学などから生み出される独特な雰囲気を持った歌詞も特徴。
TVアニメ「ゆるキャン△」シリーズのオープニング曲といったアニメソング、アイドルなどへ楽曲提供の実績がある。

## 楽曲提供

### アニメOP・ED
提供楽曲がオープニング曲・エンディング曲となっているアニメ作品名の五十音順。
- TVアニメ「人外さんの嫁」OP
  - Hi!Superb『Happy Life Spectacle』（作詞・作曲）
- TVアニメ「戦隊レッド 異世界で冒険者になる」ED
  - 内田彩『Explosive Heart』（作詞・作曲・編曲）[2]
- アニメ「転生したらスライムだった件 コリウスの夢」ED
  - 岡咲美保『ココロトラベル』（作詞・作曲・編曲）[3]
- TVアニメ「ナナマルサンバツ」ED
  - ベイビーレイズJAPAN『○○○○○』（作詞）
- WEBアニメ「爆丸アーマードアライアンス」ED
  - （cv.武内駿輔、高橋李依）『ゴー！爆丸ブロー！』（作詞・作曲・編曲）
- TVアニメ「ゆるキャン△」OP
  - 亜咲花『SHINY DAYS』（作詞）[4]
- TVアニメ「ゆるキャン△ SEASON2」OP
  - 亜咲花『Seize The Day』（作詞・作曲）[5]
- 映画「ゆるキャン△」OP
  - 亜咲花『Sun Is Coming Up』（作詞・作曲・編曲（作曲と編曲は立山秋航と共作））[6]
- TVアニメ「私、能力は平均値でって言ったよね!」ED
  - （cv.和氣あずみ）『ゲンザイ↑バンザイ↑』（作曲）

### キャラクターボイス
楽曲を提供した作品名の五十音順。
- アイ★チュウ
  - （cv.村瀬歩, 天﨑滉平, 山本和臣）『Close to Me!!!』（作曲）
- アニマルセラトピア
  - （cv.住谷哲栄）『One Step, One Chance』（作詞）
- TVアニメ「アブソリュート・デュオ」
  - （cv.山本希望、山崎はるか、今村彩夏、諏訪彩花）『ハートプラクティス』（作詞）
  - （cv.山本希望、山崎はるか）『アップルティーの味』（作詞）
- 喧嘩番長 乙女
  - （cv.前野智昭）『STARLIGHT LIFE』 （作詞）
- TVアニメ「灼熱の卓球娘」
  - （cv.花守ゆみり＆田中美海＆桑原由気）『成長期STARS』（作曲）
  - （cv.高野麻里佳、今村彩夏、東城日沙子）『紛うことなき挑戦者』（作曲）
  - （cv.高野麻里佳、今村彩夏、東城日沙子）『成長期STARS』（作曲）
  - （cv.竹尾歩美、大坪由佳）『Deko Boko Buddy』 （作曲）
  - （cv.井澤詩織、古木のぞみ）『Bestie Storm』 （作曲）
- 天華百剣 -斬-
  - （cv.畑中万里江、朝日奈丸佳、下地紫野）『北風と、そよぐ、恋浪漫。』（作曲）
- 花咲くまにまに
  - （cv.岡本信彦）『一輪の想い』（作詞・作曲）
  - （cv.保志総一郎）『光射す先へ』（作詞・作曲）
  - （cv.久下真音）『万珠屋らぷそでぃ』（作詞・作曲）
  - （cv.浪川大輔）『初楓』（作曲）
- B-PROJECT
  - （cv.小野大輔、岸尾だいすけ）『I think I'm in love』（作詞・作曲・編曲）
- TVアニメ「ひなこのーと」
  - （cv.東城日沙子）『ドラマチックデイズ』（作詞・作曲）
- TVアニメ「マジきゅんっ!ルネッサンス」
  - （cv.KENN）『My world,Your world』（作曲）
- マルチポイント×コネクション
  - （cv. 佐藤元、大塚剛央、大谷祐貴、八代拓、村瀬歩）『Let's connect!』（作曲）
  - （cv. 加藤渉、堀江瞬、河西健吾）『GROWING UP TOGETHER』（作曲）
  - （cv. 石谷春貴、佐藤拓也、西山宏太朗）『Stellar night, Star road』（作曲）
  - （cv. 岡本信彦、興津和幸）『ユメノツバサ』（作曲）
- ラフラフ！-laugh life-
  - （cv.柏木佑介、小笠原仁、土岐隼一、山本匠馬、小花井優、柿原徹也、逢坂良太、森久保祥太郎、小野友樹、KENN、近藤隆、豊永利行、山本颯侍、上村祐翔、津田健次郎、永塚拓馬）『Laugh or Die』（作詞・作曲）
- ROBOTICS;NOTES DaSH
  - （cv.名塚佳織、関智一）『Tu Ru Tu Ru Dance』（作詞・作曲）
- Wake Up, Girls!
  - （cv.吉岡茉祐）『走り出したencore』（作曲）

### アーティスト・アイドル
楽曲を提供したアーティスト名の五十音順。
- あい♡かちゅ
  - 『絶対GIRLS』（作詞・作曲）
- 青山吉能
  - 『あやめ色の夏に』（作詞・作曲・編曲）
- 亜咲花
  - 『Seize The Day』（作詞・作曲） - TVアニメ「ゆるキャン△ SEASON2」OP
  - 『Party Fever Night!!』（作曲・編曲）[7]
  - 『Turn Up The Music』（作詞）
  - 『CITY SCAPE』（作詞） - ゲーム「Collar×Malice -Unlimited-」ED
  - 『SHINY DAYS』（作詞） - TVアニメ「ゆるキャン△」OP
  - 『Triple Crown』（作曲・編曲）- BS11「アニゲー☆イレブン!」 2023年6月エンディングテーマ[6]
  - 『See The Light』（作詞・編曲）- Nintendo Switch / PlayStation 4「ゆるキャン△ Have a nice day!」オープニングテーマ[6]
  - 『Sun Is Coming Up』（作詞・作曲・編曲（作曲と編曲は立山秋航と共作））- 映画「ゆるキャン△」オープニングテーマ[6]
- 朝倉ゆり
  - 『Sing for』（作詞）
- 内田彩
  - 『カレンデュラ、揺れる』（作詞・作曲・編曲）
- ukka（桜エビ〜ず）
  - 『わたしロマンス』（共作詞）
  - 『can't go back summer』（作曲）
  - 『Party goes on.』（作詞・作曲・編曲）
  - 『マーマレード・フレイバー』(作詞)
- KissBee
  - 『ラララ』（編曲）
  - 『普通の女の子』（作詞）
  - 『シトラス風味のハーモニー』（作詞）
- ゴクドルズ
  - 『暖かいその指 〜真夏の粉〜』（作曲） - 映画「Back Street Girls」挿入歌
- さくらしめじ
  - 『別れた後に僕が思うこと』（共作詞・作曲・編曲）[8]
  - 『夕空小道』（作曲）
  - 『おたまじゃくし』（作詞・作曲）
  - 『だるまさんがころんだ』（作詞・作曲）
- スクランブルガム
  - 『下書きのHero』（共作詞）
- 鈴木愛奈
  - 『月夜見Moonlight』（作詞・作曲）
- Snow Man
  - 『VI Guys Snow Man』（作詞） - 舞台「少年たち 〜Born Tomorrow〜」
- Taiki
  - 『水風船』（編曲）
- 田村ゆかり
  - 『Wonder habit』（作曲・編曲）- ミニアルバム「I love it♡」収録曲(2024)
- つりビット
  - 『Get ready Get a chance』（作曲）
  - 『妄想フィッシング学園』（作曲）
- BATTLE BOYS
  - 『サイタサイタ』（作詞・作曲・編曲）
- ベイビーレイズJAPAN
  - 『○○○○○』（作詞） - TVアニメ「ナナマルサンバツ」ED
  - 『バキバキ』（作詞）
  - 『よきよき』（作詞）
- ホロライブ
  - 『夢見る空へ』（作詞・作曲・編曲）[9][10]
- マッチョ29
  - 『29才』（作曲）
- UNIQ
  - 『Best Friend-Japanese Ver-』（作詞）
- 夢みるアドレセンス
  - 『小さなストーリー』（作詞・作曲）
- ロッカジャポニカ
  - 『放課後アフタースクール』（作曲）

### その他
- 舞台「Starry Sky on STAGE SEASON2 星雪譚」
  - 『星と雪のノクターン』（作詞・作曲・編曲）
  - 『Twinkle Heart』（作詞・作曲・編曲）
- アルバム「フレーフレッ!がんばれ&大丈夫 あと押しソングス!～ゴーゴーゴー!」収録
  - 『ドレミファだいじょーぶ』（編曲）
  - 『Runner』（編曲）
  - 『でっかい宇宙に愛がある』（編曲）
  - 『愛は勝つ』（編曲）